# Tarachidia virginalis
Tarachidia virginalis är en fjärilsart som beskrevs av Augustus Radcliffe Grote 1881. Tarachidia virginalis ingår i släktet Tarachidia och familjen nattflyn. Inga underarter finns listade i Catalogue of Life.